# James Earl Jones
James Earl Jones (Arkabutla, Mississippi, 1931. január 17. – Pawling, 2024. szeptember 9.) kétszeres Tony- és kétszeres Primetime Emmy-díjas, valamint Grammy- és Golden Globe-díjas amerikai színész. 2011-ben életmű Oscar-t vehetett át.

## Pályafutása
1953 óta szerepel filmekben. Első ismertebb filmszerepe a Dr. Strangelove 1964-ből. Filmszereplésben a legjobban értékelt A názáreti Jézusban Baltazár mellékszerepe, illetve a Conan, a barbár című filmben való főszereplése, illetve ő alakította Jaffe Joffer királyt az Amerikába jöttem című filmben. Színházi színészként szerepelt néhány Shakespeare feldolgozásban: Szentivánéji álom, Othello, Hamletben Claudius király, Lear király. Főszerepet játszott még A nagy fehér remény című darabban 1968 és 1970 között, amiért Tony-díjat is kapott, és aminek 1970-es filmváltozatában is főszerepet vállalt.
Szélesebb körű ismertségét azonban azok a szerepek hozták, amikor egy karakternek csak a hangját adta: ő volt Darth Vader hangja a Csillagok háborúja filmekben (bár magát Vadert nem ő, hanem David Prowse alakította) és ő adta Az oroszlánkirályban (1994) Mufasa hangját is. 
Házastársa: Julienne Marie (elvált), majd 1982-től 2016-ig, annak haláláig Cecilia Hart.

## Filmográfia

### Film
| Év   | Magyar cím                                                                             | Eredeti cím                                      | Szerep                               | Magyar hang                                                             | Forr.  |
| ---- | -------------------------------------------------------------------------------------- | ------------------------------------------------ | ------------------------------------ | ----------------------------------------------------------------------- | ------ |
| 1964 | Dr. Strangelove, avagy rájöttem, hogy nem kell félni a bombától, meg is lehet szeretni | Dr. Strangelove                                  | Lothar Zogg hadnagy                  | Sárközi József                                                          | [ 13 ] |
| 1967 | Szerepjátszók                                                                          | The Comedians                                    | Dr. Georges Magiot                   |                                                                         | [ 14 ] |
| 1967 |                                                                                        | The Comedians in Africa (rövidfilm)              | Önmaga                               |                                                                         | [ 15 ] |
| 1970 |                                                                                        | The End of the Road                              | Doktor D                             |                                                                         | [ 16 ] |
| 1970 | Jefferson utolsó menete                                                                | The Great White Hope                             | Jack Jefferson                       |                                                                         | [ 17 ] |
| 1972 |                                                                                        | The Man                                          | Douglass Dilman                      |                                                                         | [ 18 ] |
| 1974 | Claudine                                                                               | Claudine                                         | Rupert "Roop" B. marshall            |                                                                         | [ 19 ] |
| 1976 |                                                                                        | The River Niger                                  | Johnny Williams                      |                                                                         | [ 20 ] |
| 1976 |                                                                                        | The Bingo Long Traveling All-Stars & Motor Kings | Leon Carter                          |                                                                         | [ 21 ] |
| 1976 | A jamaikai kalóz                                                                       | Swashbuckler                                     | Nick Debrett                         | Bognár Tamás                                                            | [ 22 ] |
| 1976 |                                                                                        | Deadly Hero                                      | Rabbit Shazam                        |                                                                         | [ 23 ] |
| 1977 | A legnagyobb ököl                                                                      | The Greatest                                     | Malcolm X                            |                                                                         | [ 24 ] |
| 1977 | Star Wars IV. rész – Egy új remény                                                     | Star Wars                                        | Darth Vader (hangja)                 | Kristóf Tibor (1. hang) Hollósi Frigyes (2. hang)                       |        |
| 1977 | Az ördögűző 2. – Az eretnek                                                            | Exorcist II: The Heretic                         | Idősebb Kokumo                       | Hankó Attila                                                            | [ 25 ] |
| 1977 | Zűrzafír, avagy hajsza a kék tapírért                                                  | The Last Remake of Beau Geste                    | Sheikh                               | Ujlaki Dénes                                                            | [ 26 ] |
| 1977 |                                                                                        | A Piece of the Action                            | Joshua Burke                         |                                                                         | [ 27 ] |
| 1979 | Bushido kardja                                                                         | The Bushido Blade                                | fogoly                               | Dengyel Iván                                                            | [ 28 ] |
| 1980 | Star Wars V. rész – A Birodalom visszavág                                              | The Empire Strikes Back                          | Darth Vader (hangja)                 | Nagy Attila (1. hang) Hollósi Frigyes (2. hang) Kránitz Lajos (3. hang) |        |
| 1982 | Sárkányok repülése                                                                     | The Flight of Dragons                            | Ommadon (hangja)                     |                                                                         | [ 29 ] |
| 1982 | Conan, a barbár                                                                        | Conan the Barbarian                              | Thulsa Doom                          | 1. Kránitz Lajos 2.Gesztesi Károly                                      | [ 30 ] |
| 1982 |                                                                                        | Blood Tide                                       | Frye                                 |                                                                         | [ 31 ] |
| 1983 | Star Wars VI. rész – A Jedi visszatér                                                  | Return of the Jedi                               | Darth Vader (hangja)                 | Kránitz Lajos Hollósi Frigyes                                           |        |
| 1985 | Határsértők                                                                            | City Limits                                      | Albert                               | Kristóf Tibor                                                           | [ 32 ] |
| 1986 | Fehér feketében                                                                        | Soul Man                                         | Banks professzor                     | 1. Szabó Ottó 2. Melis Gábor                                            | [ 33 ] |
| 1986 | Az elveszett aranyváros fosztogatói                                                    | Allan Quatermain and the Lost City of Gold       | Umslopogaas                          | Hankó Attila                                                            | [ 34 ] |
| 1987 | A fájdalom kövei                                                                       | Gardens of Stone                                 | Nelson „Goody” törzsőrmester         | Konrád Antal                                                            | [ 35 ] |
| 1987 |                                                                                        | My Little Girl                                   | Ike Bailey                           |                                                                         | [ 36 ] |
| 1987 | Pinokkió és a sötétség fejedelme                                                       | Pinocchio and the Emperor of the Night           | Sötétség fejedelme (hangja)          | Faragó András                                                           | [ 37 ] |
| 1987 | Azok a véres napok                                                                     | Matewan                                          | véresruhás Johnson                   |                                                                         | [ 38 ] |
| 1988 | Amerikába jöttem                                                                       | Coming to America                                | Jaffe Joffer király                  | 1. Velenczey István 2. Koroknay Géza                                    | [ 39 ] |
| 1989 | Három szökevény                                                                        | Three Fugitives                                  | Movan Dugan nyomozó                  | Ujlaki Dénes                                                            | [ 40 ] |
| 1989 | Baseball álmok                                                                         | Field of Dreams                                  | Terence Mann                         | Kristóf Tibor                                                           | [ 41 ] |
| 1989 | Halálos riválisok                                                                      | Best of the Best                                 | Frank Couzo                          | 1. Kránitz Lajos 2. Szabó Ottó 3. Koroknay Géza                         | [ 42 ] |
| 1990 | Fegyencek                                                                              | Convicts                                         | Ben Johnson                          | 1. Kristóf Tibor 2. Barbinek Péter                                      | [ 43 ] |
| 1990 | Vadászat a Vörös Októberre                                                             | The Hunt for Red October                         | James Greer admirális                | Kránitz Lajos                                                           | [ 44 ] |
| 1990 | Szirénázó halál                                                                        | The Ambulance                                    | Spencer hadnagy                      | Szabó Ottó                                                              | [ 45 ] |
| 1990 |                                                                                        | Grim Prairie Tales                               | Morrison                             |                                                                         | [ 46 ] |
| 1991 | Lángoló szenvedélyek                                                                   | Scorchers                                        | Bear                                 | Kránitz Lajos                                                           | [ 47 ] |
| 1991 | Korpa között                                                                           | True Identity                                    | Önmaga                               |                                                                         |        |
| 1992 | Férfias játékok                                                                        | Patriot Games                                    | James Greer admirális                | 1. Szabó Ottó 2. Tolnai Miklós                                          | [ 48 ] |
| 1992 | Freddie, a béka                                                                        | Freddie as F.R.O.7                               | Narrátor (amerikai szinkron)         |                                                                         | [ 49 ] |
| 1992 | Komputerkémek                                                                          | Sneakers                                         | Bernard Abbott NSA ügynök            | Huszár László                                                           | [ 50 ] |
| 1993 | Álom két keréken                                                                       | Dreamrider                                       | William Perry                        | Koroknay Géza                                                           | [ 51 ] |
| 1993 | Sommersby                                                                              | Sommersby                                        | Barry Conrad Isaacs bíró             | Kránitz Lajos                                                           | [ 52 ] |
| 1993 | A grund                                                                                | The Sandlot                                      | Mr. Mertle                           | Uri István                                                              | [ 53 ] |
| 1993 | Halálos erő                                                                            | Excessive Force                                  | Jake                                 | Kránitz Lajos                                                           | [ 54 ] |
| 1993 | A meteorember                                                                          | The Meteor Man                                   | Earnest Moses                        | Garai Róbert                                                            | [ 55 ] |
| 1994 | Csupasz pisztoly 33 1/3 – Az utolsó merénylet                                          | Naked Gun 33 1/3: The Final Insult               | Önmaga (cameo)                       | Makay Sándor                                                            | [ 56 ] |
| 1994 | Tiszta őrület                                                                          | Clean Slate                                      | Dolby                                |                                                                         | [ 57 ] |
| 1994 | Az oroszlánkirály                                                                      | The Lion King                                    | Mufasa (hangja)                      | 1. Sinkovits Imre 2. Vass Gábor                                         | [ 58 ] |
| 1994 | Végveszélyben                                                                          | Clear and Present Danger                         | James Greer admirális                | Kránitz Lajos                                                           | [ 59 ] |
| 1995 | Jefferson Párizsban                                                                    | Jefferson in Paris                               | Madison Hemings                      |                                                                         | [ 60 ] |
| 1995 | Kiáltsd, ez kedves vidék!                                                              | Cry, the Beloved Country                         | Stephen Kumalo tiszteletes           |                                                                         | [ 61 ] |
| 1995 | Dredd bíró                                                                             | Judge Dredd                                      | Narrátor (hangja)                    | Orosz István                                                            | [ 62 ] |
| 1996 | Testvérek között                                                                       | A Family Thing                                   | Ray Murdock                          |                                                                         | [ 63 ] |
| 1996 | Szerencsés fickók                                                                      | Good Luck                                        | James Bing                           | Kránitz Lajos                                                           | [ 64 ] |
| 1997 | Casper 2. – Szellemes kezdetek                                                         | Casper: A Spirited Beginning                     | Kibosh (hangja)                      | Hankó Attila                                                            | [ 65 ] |
| 1997 | Bűnös szándék                                                                          | Gang Related                                     | Arthur Baylor                        | Papp János                                                              | [ 66 ] |
| 1998 | A nemzet színe-java                                                                    | Primary Colors                                   | CNN hangja                           |                                                                         | [ 67 ] |
| 1998 | Az oroszlánkirály 2. – Simba büszkesége                                                | The Lion King II: Simba's Pride                  | Mufasa (hangja)                      | Sinkovits Imre                                                          | [ 68 ] |
| 1999 |                                                                                        | Our Friend, Martin                               | Martin Luther King, Sr. (hangja)     |                                                                         | [ 69 ] |
| 1999 |                                                                                        | On the Q.T.                                      | Leo                                  |                                                                         | [ 70 ] |
| 1999 | A kis kerítőnő                                                                         | Undercover Angel                                 | A bíró                               |                                                                         | [ 71 ] |
| 1999 |                                                                                        | The Annihilation of Fish                         | Fish                                 |                                                                         | [ 72 ] |
| 1999 |                                                                                        | Fantasia 2000                                    | Önmaga                               |                                                                         | [ 73 ] |
| 2001 |                                                                                        | Finder's Fee                                     | Avery Phillips                       |                                                                         | [ 74 ] |
| 2005 | Robotok                                                                                | Robots                                           | Hangdoboz a hardverüzletben (hangja) | Lázár Sándor                                                            | [ 75 ] |
| 2005 | A grund 2.                                                                             | The Sandlot 2                                    | Mr. Morris Mertle                    |                                                                         | [ 76 ] |
| 2005 | Star Wars III. rész – A Sith-ek bosszúja                                               | Star Wars: Episode III – Revenge of the Sith     | Darth Vader (hangja)                 | Kránitz Lajos                                                           | [ 77 ] |
| 2006 | Lúzer SC                                                                               | The Benchwarmers                                 | Darth Vader (cameohangja)            |                                                                         | [ 78 ] |
| 2006 | Távkapcs                                                                               | Click                                            | Michael múltjának narrátora (hangja) | Geszti Péter                                                            | [ 79 ] |
| 2006 | Horrorra akadva 4.                                                                     | Scary Movie 4                                    | Narrátor (hangja)                    | Konrád Antal                                                            | [ 80 ] |
| 2008 | Vad vakáció                                                                            | Welcome Home Roscoe Jenkins                      | Jenkins papa                         | Konrád Antal                                                            | [ 81 ] |
| 2009 |                                                                                        | Quantum Quest: A Cassini Space Odyssey           | Professzor / Admirális (hangja)      |                                                                         | [ 82 ] |
| 2009 | Az égig érő paszuly                                                                    | Jack and the Beanstalk                           | Az óriás (hangja)                    |                                                                         | [ 83 ] |
| 2011 |                                                                                        | Star Tours – The Adventures Continue (rövidfilm) | Darth Vader (hangja)                 |                                                                         | [ 84 ] |
| 2013 |                                                                                        | Gimme Shelter                                    | Frank McCarthy                       |                                                                         | [ 85 ] |
| 2014 | Brooklyn legmérgesebb embere                                                           | The Angriest Man in Brooklyn                     | Ruben                                | Vass Gábor                                                              | [ 86 ] |
| 2014 |                                                                                        | Driving Miss Daisy                               | Hoke Coleburn                        |                                                                         | [ 87 ] |
| 2016 | Zsivány Egyes – Egy Star Wars-történet                                                 | Rogue One                                        | Darth Vader (hangja)                 | Horányi László                                                          | [ 88 ] |
| 2018 | Kisvárosi maffia                                                                       | Warning Shot                                     | Pendleton                            | Bartók László                                                           | [ 89 ] |
| 2019 | Az oroszlánkirály                                                                      | The Lion King                                    | Mufasa (hangja)                      | Vass Gábor                                                              | [ 90 ] |
| 2019 | Star Wars IX. rész – Skywalker kora                                                    | Star Wars: The Rise of Skywalker                 | Darth Vader (hangja)                 | Vass Gábor                                                              | [ 91 ] |
| 2021 | Amerikába jöttem 2.                                                                    | Coming 2 America                                 | Jaffe Joffer király                  | Kertész Péter                                                           | [ 92 ] |